# 江弱水
江弱水（1963年—），本名陈强，男，安徽青阳人，文学评论家，浙江大学教授。

## 生平
1983年毕业于安徽师范大学中文系，90年代初于西南师范大学（现西南大学）获文学硕士学位。1999年获香港中文大学哲学博士。现任浙江大学传媒与国际文化学院教授、博士生导师。

## 著作
- 《卞之琳诗艺研究》（2000年，安徽教育出版社）
- 《中西同步与位移》（2003年，安徽教育出版社）
- 《从王熙凤到波托西》（2005年，广西师大出版社）
- 《中西诗学的汇通》（2009年，人间出版社）
- 《抽思织锦：诗学观念与文体论集》（2010年，北京大学出版社）
- 《古典诗的现代性》（2010年，三联书店），获浙江省第十六届哲学社会科学研究优秀成果奖三等奖
- 《陆客台湾》（2011年，人民文学出版社）
- 《文本的肉身》（2013年，新星出版社）
- 《赖床》（2014年，北京大学出版社）
- 《秘响旁通：比较诗学与对比文学》（2016年，复旦大学出版社）
- 《湖上吹水录》（2016年，北京三联书店）
- 《诗的八堂课》（2017年，商务印书馆），入选2017商务印书馆人文社科十大好书[4]、2017年度“中国好书”[5]

## 奖项和荣誉
- 2017年，获第十五届华语文学传媒大奖“年度文学评论家”奖[6]
- 2018年，获第三届单向街书店文学奖“年度批评”奖[7]
- 2022年，获第五届袁可嘉诗歌奖·诗学奖[8]